# Justa causa
No Direito do Trabalho, Justa causa é "todo ato doloso ou culposamente grave, que faça desaparecer a confiança e boa fé existente entre as partes, tornando, assim, impossível o prosseguimento da relação".
No período medieval, denominava-se justa causa um dos atos papais que dispensava a aplicação de determinadas leis de direito suprapositivo (i.e, direito divino ou natural). Também era conhecida por magna causa.
Em Direito do Trabalho, são várias as situações em que a Lei atribui ao empregador o direito de demitir o empregado por justa causa:
“DECRETO-LEI N.º 5.452, DE 1º DE MAIO DE 1943
(...)
Art. 482 - Constituem justa causa para rescisão do contrato de trabalho pelo empregador:
1. ato de improbidade;
2. incontinência de conduta ou mau procedimento;
3. negociação habitual por conta própria ou alheia sem permissão do empregador, e quando constituir ato de concorrência à empresa para a qual trabalha o empregado, ou for prejudicial ao serviço;
4. condenação criminal do empregado, passada em julgado, caso não tenha havido suspensão da execução da pena;
5. desídia no desempenho das respectivas funções;
6. embriaguez habitual ou em serviço;
7. violação de segredo da empresa;
8. ato de indisciplina ou de insubordinação;
9. abandono de emprego;
10. ato lesivo da honra ou da boa fama praticado no serviço contra qualquer pessoa, ou ofensas físicas, nas mesmas condições, salvo em caso de legítima defesa, própria ou de outrem;
11. ato lesivo da honra ou da boa fama ou ofensas físicas praticadas contra o empregador e superiores hierárquicos, salvo em caso de legítima defesa, própria ou de outrem;
12. prática constante de jogos de azar.
13. perda da habilitação ou dos requisitos estabelecidos em lei para o exercício da profissão, em decorrência de conduta dolosa do empregado. (Alínea acrescentada pela Lei nº 13.467, de 13.07.2017 - DOU de 14.07.2017)

Parágrafo único - Constitui igualmente justa causa para dispensa de empregado a prática, devidamente comprovada em inquérito administrativo, de atos atentatórios à segurança nacional. (Incluído pelo Decreto-lei nº 3, de 27.1.1966)”